# Yecuatla (municipalité)
La municipalité de Yecuatla est l'une des 212 municipalités de l'État de Veracruz, et est située dans la partie centrale de cet État. Située légèrement à l'ouest du golfe du Mexique, elle se trouve à cheval sur les bassins versants de deux fleuves côtiers, ainsi que sur les piémonts de la Sierra de Chiconquiaco, prolongement oriental du massif de la Sierra Madre orientale. Son chef-lieu est la ville éponyme de Yecuatla. Elle dépend de la région administrative de Nautla, du nom du fleuve Río Nautla qui la traverse, et est une des 10 subdivisions administratives de l'État de Veracruz.

## Géographie
La municipalité de Yecuatla s'étend de part et d'autre de la haute vallée du fleuve côtier Río Colipa, qui la traverse su sud-ouest au nord-est, et prend appui à l'ouest sur un affluent du fleuve Río Misantla, qui sert brièvement de limite au sud-ouest. Assise pour partie sur les piémonts, puis les contreforts de la Sierra de Chiconquiaco, prolongement oriental du massif de la Sierra Madre orientale, son altitude oscille entre 200 et 2000 mètres. Son chef-lieu, la ville éponyme de Yecuatla, se trouve dans la partie centrale de son territoire, sur la rive ouest du Río Colipa. Son territoire couvre une superficie de 112,8 km2, et était peuplée en 2020 de 11 205 habitants, pour une densité de 99,4 habitants par km2.
Cette municipalité est limitrophe au nord de celle de Colipa, à l'ouest de celle de Misantla, au sud de celle de Chiconquiaco, et à l'est de celle de Juchique de Ferrer.

## Composition et démographie
La municipalité était composée en 2020 de 63 localités, dont une seule était considérée comme urbaine, les autres étant rurales.
| Localité              | Population |
| --------------------- | ---------- |
| Yecuatla              | 3151       |
| Cristóbal Hidalgo     | 936        |
| Leona Vicario         | 753        |
| Cuautitlán del Parral | 597        |
| La Defensa            | 382        |
| Reste des localités   | 5386       |
| Total population      | 11 205     |

En plus de l'espagnol, plusieurs langues amérindiennes sont parlées dans la municipalité, dont les principales sont par ordre d'importance : le totonaque et le nahuatl.

## Histoire
Durant la période préhispanique, un centre de peuplement totonaque existait en rive droite du Río Colipa. Au début de la période hispanique, ce centre s'est déplacé en rive gauche, sur le lieu de l'actuelle ville de Yecuatla.

## Économie

### Agriculture et élevage
La superficie des parcelles semées représentait en 2021 une surface totale de 2379,6 hectares, parmi lesquels 1821 hectares étaient voués à la culture du caféier, 499,6 hectares étaient voués à la culture du maïs, et 34 hectares étaient voués à celle du haricot.
En 2021, la production de viande par tonnes comprenait 298,7 tonnes de viande bovine, 115 tonnes de viande porcine, 11,4 tonnes de viande ovine, 7,2 tonnes de viande caprine, 38,6 tonnes de volailles, et 2,2 tonnes de dinde. La superficie vouée à l'élevage représentait alors 2848 hectares.